# Barguna S.
Barguna S. är ett underdistrikt i Bangladesh. Det ligger i den södra delen av landet, 180 kilometer söder om huvudstaden Dhaka.
Trakten runt Barguna S. består till största delen av jordbruksmark. Runt Barguna S. är det tätbefolkat, med 849 invånare per kvadratkilometer.